# Dorfkirche Schönewalde (Sonnewalde)

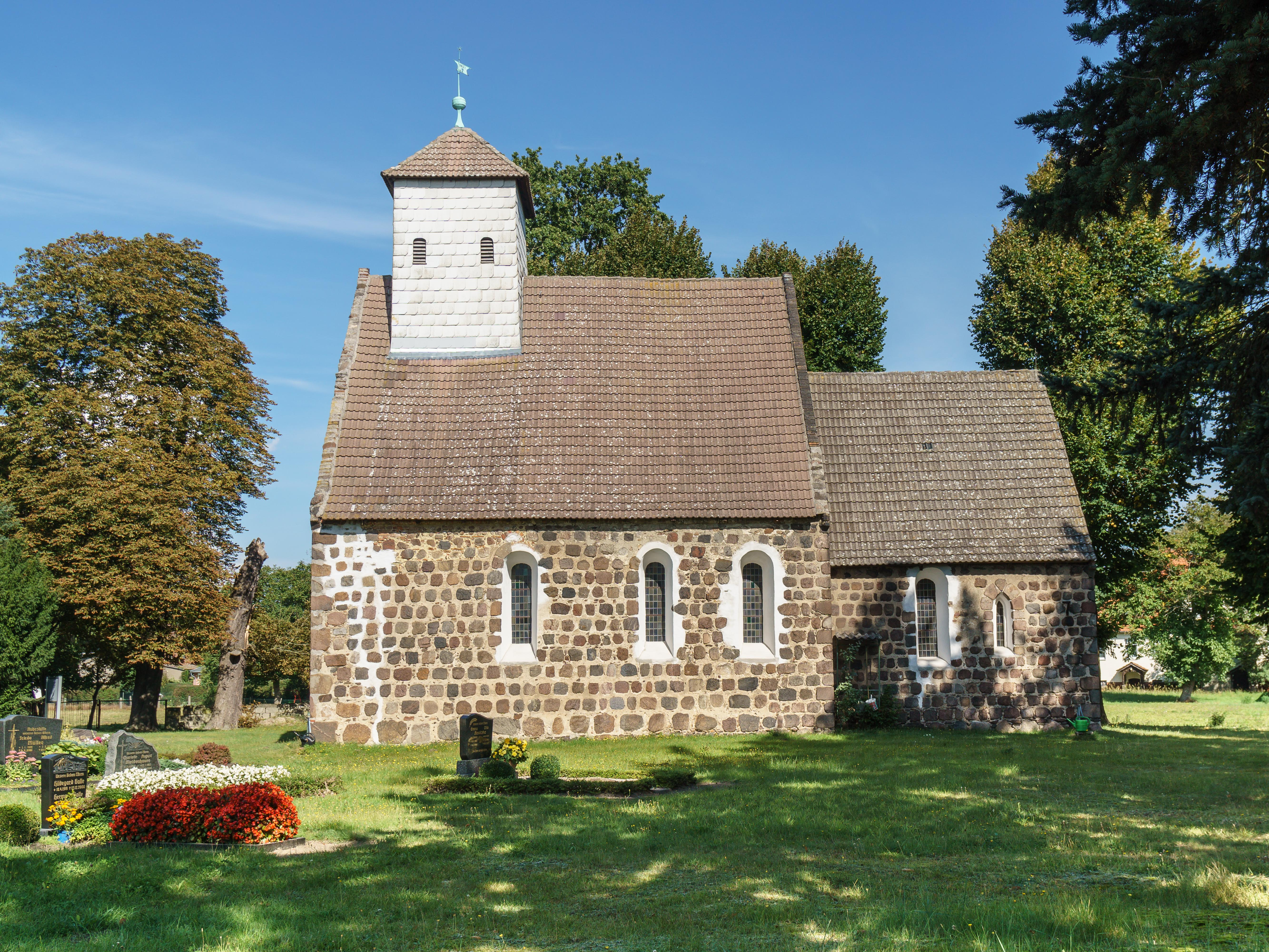
Dorfkirche Schönewalde (Sonnewalde)

Die evangelische, denkmalgeschützte Dorfkirche Schönewalde (Sonnewalde) steht in Schönewalde, einem Ortsteil der Stadt Sonnewalde im Landkreis Elbe-Elster von Brandenburg. Die Kirchengemeinde gehört zum Kirchenkreis Niederlausitz der Evangelischen Kirche Berlin-Brandenburg-schlesische Oberlausitz.

## Beschreibung
Die Feldsteinkirche wurde Mitte des 13. Jahrhunderts erbaut. Sie besteht aus einem Langhaus, einem eingezogenen rechteckigen Chor und einer Sakristei an dessen Nordwand, an die nach Westen ein Anbau angefügt wurde, hinter dessen Portal sich ein Vestibül verbirgt. Der Anbau verdeckt die Priesterpforte. Dem Satteldach des Langhauses wurde 1771 im Westen ein quadratischer Dachreiter aufgesetzt, der den Glockenstuhl beherbergt und mit einem Pyramidendach bedeckt ist.
Das Langhaus und der Chor sind mit einem spitzbogigen Triumphbogen verbunden. Emporen wurden nur im Norden und Westen des Innenraums eingebaut. Das Altarretabel und die Predella mit der Darstellung des Abendmahls eines ehemaligen Kanzelaltars blieben erhalten. Das Altarkreuz aus Gusseisen stammt aus der ersten Hälfte des 19. Jahrhunderts. Eine Kanzel wurde getrennt aufgestellt. Die Orgel wurde eventuell von Johann Christoph Schröther dem Älteren Ende des 18. Jahrhunderts gebaut. 